# Біждерев великоприквітковий
Біждерев великоприквітковий (Myricaria bracteata) — вид квіткових рослин родини тамарискових (Tamaricaceae).

## Біоморфологічна характеристика

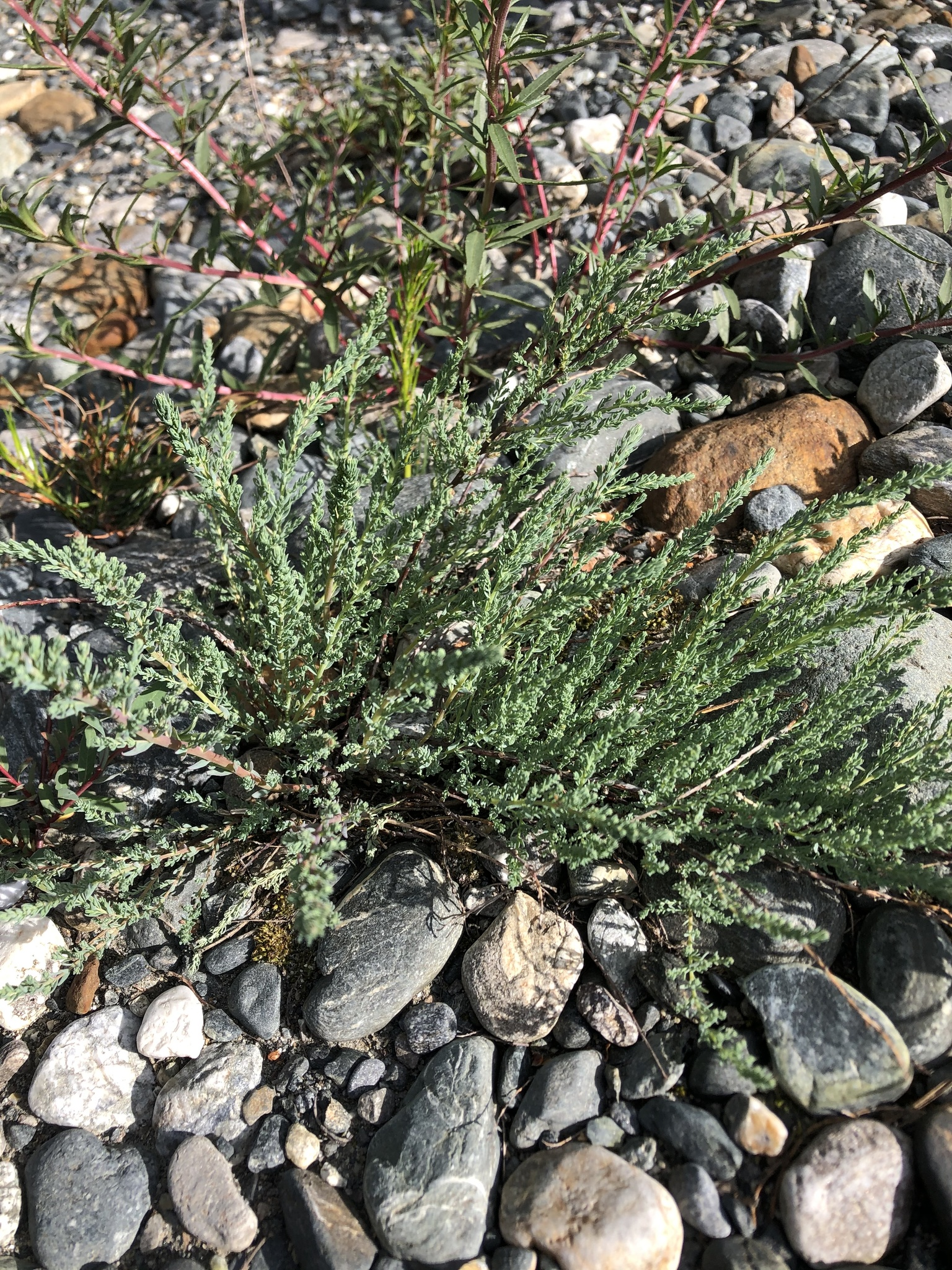

Це кущ 0.5–3 метри заввишки, сильно розгалужений. Старі гілки сіро-коричневі чи пурпурно-коричневі. Листки щільні на зелених гілках поточного року, яйцюваті, яйцювато-ланцетні, лінійно-ланцетні чи вузько-видовжені, 2–4(7) × 0.5–2 мм, край часто вузько-плівчастий, верхівка тупа чи загострена. Кінцеві китиці на гілках поточного року, зібрані в колос. Чашолистки ланцетні, довгасті або вузько-еліптичні, ≈ 4 × 1–2 мм, верхівка тупа або гостра, часто загнута. Пелюстки рожеві, червонуваті чи багряні, обернено-яйцюваті або обернено-яйцювато-видовжені, 5–6 × 2–2.5 мм, верхівка тупа, часто загнута. Тичинки трохи коротші від пелюсток. Коробочка вузько-конічна, 8–10 мм. Насіння вузько-видовжене або вузько-обернено-яйцеподібне, 1–1.5 мм, верхівка остиста.

## Поширення
Росте у Євразії від Криму до північного Китаю.
В Україні вид росте в Криму.